# Вальтер Штайнмюллер
Вальтер Людвіг Вільгельм Фрідріх Штайнмюллер (нім. Walter Ludwig Wilhelm Friedrich Steinmüller; 17 червня 1890, Бенкенгаген — 7 вересня 1968, Аахен) — німецький воєначальник, генерал-майор вермахту.

## Біографія
Син відставного комісара поліції Карла Штайнмюллера і його дружини Софії, уродженої Шмідт. 1 жовтня 1912 року вступив в армію. Учасник Першої світової війни. 31 грудня 1918 року демобілізований. 13 жовтня 1919 року вступив у поліцію. 1 жовтня 1935 року перейшов у вермахт. З 1 лютого 1938 року — командир 1-го батальйону 59-го піхотного полку, з 31 січня по 15 листопада 1940 року — 32-го піхотного полку. 6 травня 1941 року відряджений в 9-те командування спорядження, з 15 липня 1941 по 10 червня 1943 року очолював командування. З 6 вересня 1943 року — командир 532-го, з 10 жовтня 1943 по 25 квітня 1944 року — 531-го гренадерського полку. 1-25 травня 1944 року пройшов курс командира дивізії. 8 червня відряджений в групу армій «D». З 12 липня 1944 року — командир 331-ї, з 16 жовтня по 7 листопада 1944 року — 246-ї піхотної дивізії. 30 жовтня поранений і відправлений на лікування. З 5 березня 1945 року — командир піхотної дивізії «Гамбург», з 29 березня 1945 року — 618-ї дивізії особливого призначення.

## Сім'я
18 липня 1915 року одружився з Гретою Петерс. В пари народилися син (1911 — 1939; загинув у бою під час Польської кампанії) і дочка (1916). 1 червня 1944 року вони розлучилися.
7 червня 1944 року вдруге одружився з Маргріт Мюллер. 

## Звання
- Доброволець (1 жовтня 1912)
- Лейтенант резерву (6 грудня 1914)
- Гауптман поліції (13 жовтня 1919)
- Майор поліції (21 вересня 1932)
- Майор служби комплектування (1 жовтня 1935)
- Майор (15 липня 1936)
- Оберстлейтенант (1 квітня 1938)
- Оберст (1 квітня 1941)
- Генерал-майор (1 жовтня 1944)

## Нагороди
- Залізний хрест 2-го і 1-го класу
- Хрест «За заслуги у війні» (Мекленбург-Стреліц) 2-го і 1-го класу
- Королівський орден дому Гогенцоллернів, лицарський хрест з мечами
- Почесний хрест ветерана війни з мечами
- Пам'ятна військова медаль (Угорщина) з мечами[1]
- Пам'ятна військова медаль (Австрія) з мечами[1]
- Медаль «За вислугу років у Вермахті» 4-го, 3-го, 2-го і 1-го класу (25 років)
- Застібка до Залізного хреста
  - 2-го класу (26 вересня 1939)
  - 1-го класу (29 травня 1940)